# Chester
Chester (en galés Caer) es una ciudad ubicada en el noroeste de Inglaterra que hace frontera con Gales. Capital del condado de Cheshire, se encuentra en un importante nudo de comunicaciones ya que al norte está la península de Wirral y Liverpool. Al este, Mánchester; al oeste, el norte de Gales con la línea ferroviaria hasta Holyhead; y al sur, la cercana ciudad galesa de Wrexham. El río Dee atraviesa el centro de la ciudad.
Chester es una de las ciudades amuralladas mejor conservadas de Inglaterra. La ciudad tiene su origen en la Deva Victrix romana, fundada en la década de 70 del siglo I en tiempos del emperador Vespasiano. El anfiteatro y sus murallas dan testimonio de este pasado romano.
La característica arquitectura de los edificios del centro, así como, las murallas son muy populares entre los turistas. Además, Chester tiene una importante catedral y varios centros comerciales.
Actualmente, el príncipe de Gales recibe también el título de conde de Chester.

## Monumentos y lugares de interés

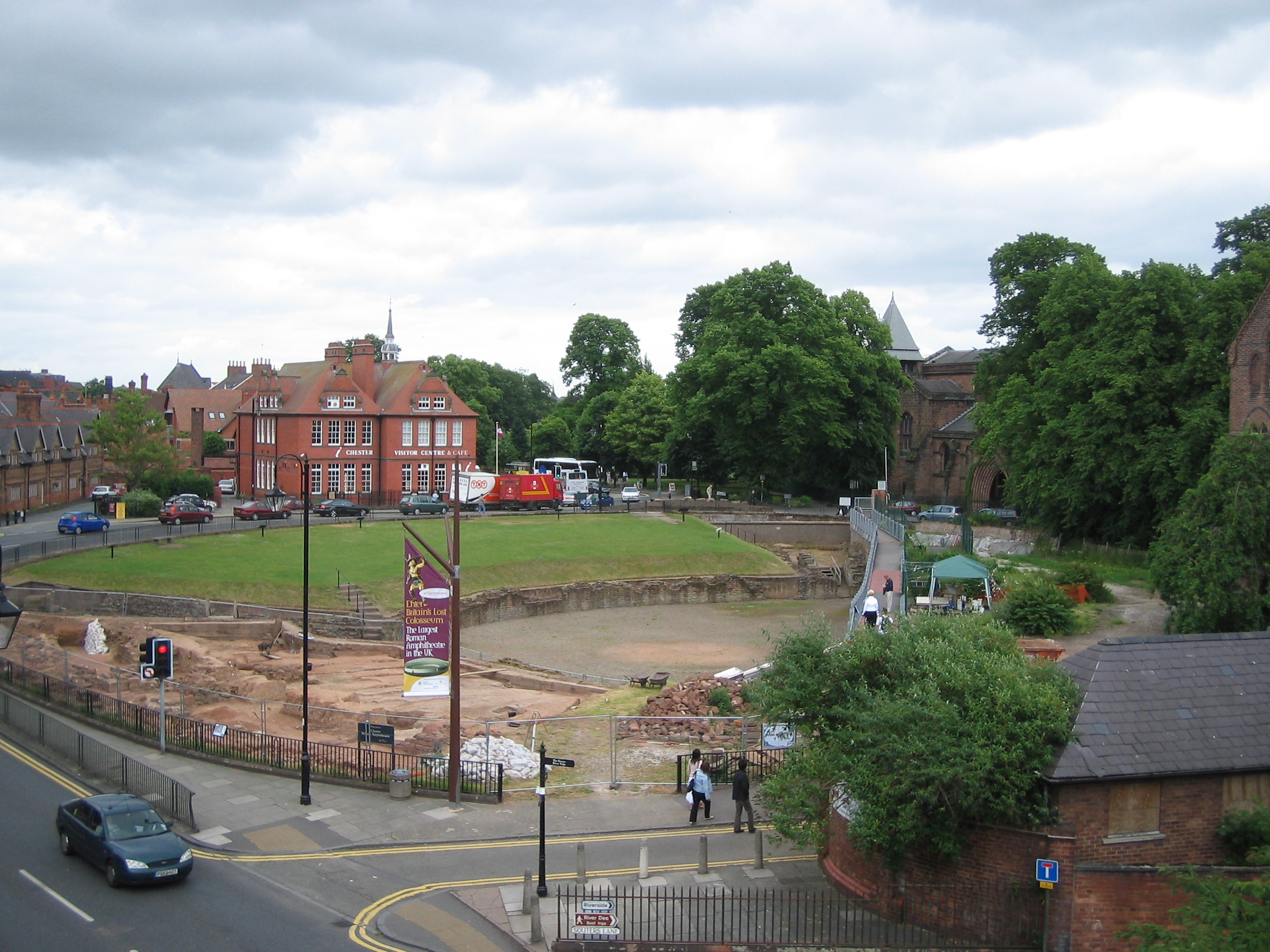
Anfiteatro romano de Deva Victrix.

Los puntos de interés más importantes de Chester son:
- The Eastgate Clock (Reloj de la puerta del este).
- The Rows.
- La Catedral de Chester.
- El castillo de Chester, en especial la torre agrícola.
- Las murallas de la ciudad.
- El anfiteatro romano.
- El río Dee.
- El zoológico.
- El puente Grosvenor.

## Cultura
Al este de Chester, se encuentra el zoológico más grande de Reino Unido, el galardonado Chester Zoo, que cuenta con 445.000 metros cuadrados de superficie y cerca de 11 000 animales.
Los fines de semana de verano, se organizan en Chester las tradicionales carreras de caballos en el hipódromo situado junto a las murallas, lugar al que se desplaza numeroso público de las ciudades limítrofes elegantemente vestido.
El club de fútbol de la ciudad fue el Chester City F.C. hasta su desaparición en 2010. El relevo lo tomó, ese mismo año, el Chester Football Club que compite en la Conference National y tiene su sede en el Deva Stadium, en las afueras de la ciudad. Pese a jugar en categorías menores, el Chester F.C. protagoniza el Derbi fronterizo frente a los vecinos galeses del Wrexham F.C.. Estos choques presentan gran rivalidad dado el carácter nacional del encuentro entre Inglaterra y Gales.
La ciudad de Chester también cuenta con un equipo profesional de baloncesto en la British Basketball League, la máxima competición del baloncesto británico. Se trata de los Cheshire Phoenix, antiguamente conocidos como los Cheshire Jets, y su pabellón local fue el Northgate Arena entre 1993 y 2015, año en que se mudaron al Cheshire Oaks Arena de Ellesmere Port.
Hay numerosos pubs, discotecas, bares y restaurantes en la ciudad, los cuales han sido construidos sobre edificios medievales, por lo que son bastante populares en la ciudad.

## Personas destacadas
- Lady Godiva, condesa de Chester.
- Randolph Caldecott, ilustrador de cuentos (1846).
- Michael Owen, futbolista (1979).
- Tom Heaton, futbolista (1986).
- Ryan Shawcross, futbolista (1987).
- Daniel Craig, actor (1968).
- James McVey, integrante de The Vamps (1994).
- Harry Styles, cantante (1994).
- Grupo Mansun.(1995-2003)

## Ciudades hermanadas
- Sens - Francia
- Lörrach - Alemania
- Senigallia - Italia